# 天门冬酰胺
天门冬酰胺（英語：Asparagine，簡稱为Asn或N；而Asp或D代表天门冬氨酸）。它是20種最常見的胺基酸之一，但不是必需氨基酸，合成的密码子是AAU和AAC，可用於製作代糖。
加热到足够高的温度时，天门冬酰胺可与还原糖或羰基在食物中反应，生成丙烯酰胺，后者常在薯条、薯片、烤面包等烘烤食品中出现。

## 歷史
1806年，由法国化学家路易-尼古拉·沃克兰与助手皮埃尔-让-洛比克从芦笋汁中发现，是人类发现的第一种氨基酸。

## 作用
天冬酰胺能利小便，对心脏病、水肿、肾炎、痛风、肾结石等有一定疗效，并有镇静作用。天冬酰胺及其盐类还可增强体力，消除疲劳，治疗全身倦怠、食欲不振、蛋白代谢障碍、肝功能障碍、尼古丁中毒、动脉硬化、神经痛、神经炎、低钾症、湿疹、皮炎、视力疲劳、听力减弱及肺结核等病。

## 參看
- 阿斯巴甜
- 门冬酰胺酶